# Шатров, Николай Владимирович
Никола́й Влади́мирович Шатро́в (17 января 1929, Москва — 30 марта 1977, Москва) — русский поэт и переводчик, чтец.

## Биография
Родился в Москве в семье врача Владимира Александровича Михина (1883—1942) и актрисы Ольги Дмитриевны Шатровой. Племянник кинорежиссёра Бориса Михина. Отец до 1917 года был практикующим хирургом в Харькове и прозектором в Императорском Харьковском университете, одновременно был владельцем харьковского кинотеатра «Модерн»; в 1920-е годы жил с семьёй в Москве на Арбате; в этом же доме практиковал как хирург, терапевт и патологоанатом, был одним из учредителей и членом правления Московского филиала Всесоюзного общества врачей-гомеопатов (которое располагалось в «частной электролечебнице Михина» на Арбате). Родители рано расстались, отец впоследствии уехал в Тбилиси и будущий поэт воспитывался матерью.  
В октябре 1941 года был с матерью эвакуирован в Семипалатинск (Казахская ССР), где мать служила актрисой русского драматического театра. Первые известные рукописи стихов Шатрова датированы тем же 1941 годом. Учился на факультете русского языка и литературы в Семипалатинском педагогическом институте. Первое стихотворение, Шатрова было напечатано в феврале 1944 года в газете «Прииртышская правда», в которой он работал впоследствии литсотрудником. В 1948 году был откомандирован на заочное отделение журналистики Казахского государственного университета в Алма-Ате (закончил два курса). 3 июля 1948 года женился и в том же году переехал с женой в Нижний Тагил и в 1950 году — в Москву, где жил с матерью, женой Лилианой и дочерью Лилианой в общежитии матери в Очаково. 
В 1951 году поступил на отделение поэзии в Литературный институт имени А. М. Горького, но был вскоре отчислен. Учился на втором и третьем курсе заочного отделения филологического факультета Московского государственного университета, откуда был отчислен 14 ноября 1953 года по собственному желанию.
В 1955—1958 годах работал чтецом в Доме-музее А. Н. Скрябина. В 1954 году посещал неформальную поэтическую группу Леонида Черткова. По воспоминаниям Жаклин де Пруайар, в 1957 году Николай Шатров был одним из инициаторов ее знакомства с Борисом Пастернаком и способствовал тому, чтобы она передала экземпляр рукописи романа «Доктор Живаго» во французское посольство для публикации на Западе. С 21 сентября 1960 по 27 июня 1961 года работал смотрителем зала в Третьяковской галерее. Утром 14 февраля 1961 года по дороге на работу был сбит снегоочистительной машиной, потерял пальцы на руке и перенёс перелом шейки бедра, в результате чего получил инвалидность третьей группы с пенсией в 21 рубль. Был уволен из Третьяковской галереи в связи с переходом 16 июня 1961 года на пенсию по инвалидности.
6 ноября 1956 года познакомился с художницей Маргаритой Димзе (1920—2015), дочерью Рейнгольда Иосифовича Берзина, которая занималась дизайном ёлочных игрушек и кукол и впоследствии стала его женой. С подачи поэта и переводчика Николая Глазкова занимался переводами на русский язык поэтов братских республик, в том числе Бабкена Карапетяна и Мартероса (Марата) Авакяна. Последние годы жил в Москве, в квартире своей жены Маргариты Димзе на улице Авиационной, № 74, или на её даче в Пушкино на улице Авиационная, № 9.
Умер от инсульта 30 марта 1977 года (его отпевал протоиерей Александр Мень, с которым поэт и его жена были знакомы и часто общались, так как их дача находилась относительно недалеко от церкви, в которой служил отец Александр); урна с прахом была тайно захоронена его вдовой в могиле её родственников на Новодевичьем кладбище (3 участок, 64 ряд, 5 место).

## Творчество и признание
Стихи Николая Шатрова при жизни практически не печатались. Несколько стихотворений были анонимно напечатаны в  США под заголовком «Стихи из СССР» («Новый Журнал», 1962, № 69; «Новый Журнал», 1963, № 71). В газете «Литературная Россия» 23 августа 1963 года было напечатано четыре стихотворения: «Демон», «Про жука», «Ау!..», «Соловей». Стихотворение «Каракульча. Памяти поэта Павла Васильева» включил в свою антологию в 1989 году в № 44 журнала «Огонёк» (удалив из него одно четверостишие) Евгений Евтушенко. Посмертный сборник «Стихи» был издан в 1995 году ближайшим другом поэта, архитектором Феликсом Гонеонским (который вывез в США часть архива Николая Шатрова) и Яном Пробштейном в нью-йоркском издательстве «Аркада». В 2000 и 2003 годах вышли ещё три сборника, два из них также составленные Ф. Гонеонским и один вдовой поэта Маргаритой Димзе. 
Песни на стихи Николая Шатрова исполнял его друг и пропагандист его творчества Алексей Кириллов («День июльский остывает», «Конь мой русый», «Несмотря ни на что», «Я спал прыжками», «Лишь грешное люби», «Сад», «Серая песня», «Темнеет день»), подруга поэта, профессиональная певица и преподаватель вокала Лилиана Шехова («Синяя песня»), барды Борис Примочкин («Сад»), («Сыны Земли») и Семён Чудновский («Душа»). Также сохранилось 144 стихотворения в авторском чтении Николая Шатрова. 
26 ноября 1992 года с участием Алексея Кириллова в эфире художественного канала «Вечера на улице Качалова» вышла передача о Николае Шатрове, в которой звучали записи голоса поэта. 2 июня 2006 года в Доме-музее Марины Цветаевой состоялся вечер памяти поэта Николая Шатрова, в котором принимал участие Валентин Хромов. В 2010 году Алексей Кириллов выпустил двойной диск «Николай Шатров — Поэт России. Приглашение к знакомству». На дисках звучат стихи в исполнении Николая Шатрова, а также голоса его близких, друзей и поклонников его творчества: Маргарита Шатрова-Димзе, Владимир Алейников, Дмитрий Пригов, Леонид Губанов. В 2011 году режиссёр Наталия Назарова сняла документальный фильм «Если бы не Коля Шатров». В фильме Николая Шатрова вспоминали и рассказывали о нём: Валентин Хромов, Алексей Кириллов, Маргарита Димзе. 14 декабря 2019 года в Центральной библиотеке Пушкино прошла краеведческая встреча, посвящённая жизни и творчеству Николая Шатрова и Маргариты Димзе, которые много времени проводили на даче Маргариты в Пушкино.

## Книжные публикации
- Стихи. Составители Феликс Гонеонский и Ян Пробштейн. — Нью-Йорк: Аркада-Arch, 1995. — 216 с.
- Переводы из себя: Сборник стихов 1974—1975 гг. Редактор-составитель и автор предисловия Феликс Гонеонский. — М.: Третья волна, 2000. — 48 с.
- Венок Маргариты: Только сонеты. Составитель М. Р. Димзе. — М.: ПаЛЕАлиТ; Норма, 2000. — 48 с. Вкладыш: автобиография 1952 года и библиография.
- Неведомая лира: Избранные стихотворения и поэмы. Редактор и составитель Феликс Гонеонский. — Томск — М.: Водолей Publishers, 2003. — 560 с.
- Геннадий Пархоменко.  Рыцарь в неснимающихся латах или миф о неведомом поэте. М.: 2004. — 368 с.
- Рафаэль Соколовский. Земные сны Николая Шатрова, 2014. — 170 с.

## Публикации в журналах и антологиях
- Стихи из СССР. «Новый журнал» №69, 1962 (стр. 133—137)
- Литературная Россия, 23 августа 1963
- Стихи из СССР. «Новый журнал» №71, 1963 (стр. 128—132)
- Из книги стихотворений «Континент» №32, февраль 1982 (стр. 30—33)
- «Русская мысль» №3513, 19 апреля 1984
- Вертеп. Стихи. (Поэтовечность Всё) — М.: Прометей,  1989 (стр. 16, 51)
- Ветер вдохновенья. Клуб №6, 1989
- Стихи. «Волга» №10, 1989 (стр. 79—83)
- Поэтическая антология. «Огонёк» №44, октябрь 1989
- Стихи. «Волга» №11, 1990 (стр. 83—86)
- Русская поэтическая миниатюра. Антология (стр. 252)
- Стихи. «Новое Литературное Обозрение» (НЛО) №2 1993 (стр. 304—305)
- Владислав Кулаков. Отделение литературы от государства.  Новый Мир №4, 1994
- Дмитрий Бобышев. Пригвожденный к стиху. «Новый Журнал» №201, 1996 (стр. 314—315)
- Стихи. «Новый журнал» №202, 1996 (стр. 16—20)
- Владимир Алейников. Присутствие Шатрова. «Новое Литературное Обозрение» (НЛО) №24, 1997
- Рафаэль Соколовский. Я тот поэт, которого не слышат. «Новое Литературное Обозрение» (НЛО) №24, 1997
- Из ранних стихов. «Новое Литературное Обозрение» (НЛО) №24, 1997
- Андрей Сергеев. Омнибус, 1997 (стр. 304—306)
- Гибель Поэта. «Новое Русское Слово», 1997
- Самиздат Века. М.: Полифакт, 1997 (стр. 440—441)
- Строфы века. Антология русской поэзии. М.: Полифакт; Итоги Века, 1999 (стр. 729—730)
- Стихи. Мир Паустовского. №14, 1999 (стр. 142—145)
- Аплодисменты — меньше тишины. «Знамя» №6, 1999.
- Поэзия второй половины XX века. М.: Слово, 2002 (стр. 529—533)
- Рафаэль Соколовский.  Вырвавшийся из стаи. «Новое время» № 2973, 2002
- Владимир Алейников. Отвори мне кровь. «Литературная Россия» 6 июня 2003
- Данила Давыдов. Поэт, изменяющий вещи. «Новое Литературное Обозрение» (НЛО) № 63, 2003
- Рафаэль Соколовский. Дело о сонете. НГ «Ex Libris», 14 декабря 2006
- Рафаэль Соколовский. Пригвождённый к стиху: Николай ШАТРОВ. «Литературная Россия» №8, 2007
- Геннадий Пархоменко. О неведомом чуде русской поэзии XX века. «Литературные незнакомцы», №3 (19), 2007
- Цветок Папоротника. Стихи поэтов Мансарды. М., 2008 (стр. 134—151)
- Лев Алабин. Когда уйду с земли. «Литературная Россия» №12, 27 марта 2009
- Лев Алабин. Я к вам пришел из будущего. «Литературная Россия» №36, 11 сентября 2009
- Юрий Архипов. наследник небывалой мощт. «Литературная Россия» №22, 5 июня 2009
- Запоздалое признание. «День и Ночь» №2, 2010 (стр. 1720)
- Владимир Алейников. Самому быть легендой для всех.  «День и ночь»  № 6, 2010 (стр. 25—40)
- Русские стихи 1950—2000 годов. Антология. Том 1, 2010 (стр. 444—447)
- Рафаэль Соколовский. Как тот сиамский кот. «Юность» №9, 2011
- Рафаэль Соколовский. Земные сны Николая Шатрова. «Литературная учёба» №2-3, 2011
- Анна Саватеева. Говорить, как молчать... НГ «Ex Libris», 11 августа 2011
- Рафаэль Соколовский. Стихотворные размышления Николая Шатрова. «Литературная Россия» №02-03. 20 января 2012
- Под синим сводом. Стихотворения. «Дети Ра» №3 (89), 2012
- Владимир Алейников. О Николае Шатрове. «Сибирские огни» №11, 2012 (стр. 6—10)
- Неизданные стихи. «Знамя», февраль 2013 (стр. 125—129)
- Рафаэль Соколовский. Вместо бендериады. НГ «Ex Libris», 28 марта 2013
- О всех забытых кто-нибудь напишет. «Знамя», ноябрь 2014 (стр. 199—202)
- Рафаэль Соколовский. И за отсутствие идей. Небеса обетованные Николая Шатрова. НГ «Ex Libris» 20 февраля 2014
- Рафаэль Соколовский. Поэт Божьей милостью. «Смена» № 2, февраль 2014 (стр. 56—63)
- Владимир Алейников. Стихи его к нам возвратятся. «Особняк» №1, 2015 (стр. 187—232)
- Стихотворения. «Плавучий мост» №1(5), 2015
- Из неопубликованного. «Волга» №3-4 (455), 2015 (стр. 166—169)
- Рафаэль Соколовский. Стихи. Опус 58, Пункт 10. «Волга» 3—4 (455), 2015 (стр. 170—177)
- Владимир Алейников. Присутствие Шатрова. «Зарубежные Задворки» № 28, октябрь 2016 (стр. 3—38)
- Лилит Козлова — Духовный поиск Николая Шатрова и Марины Цветаевой. «Параллели», 2016
- Олег Рябов. Шатков или жизнь поэта. «Зарубежные Задворки» № 26, август 2016 (стр. 132—147)
- Владимир Алейников. При свечах. «Менестрель»  №8, 2017 (стр. 160—165)
- Стихотворения. «Зарубежные задворки» №30 декабрь 2016, № 1 (31) январь 2017 (стр. 3—23)
- Владимир Алейников. Не случайно я вспоминаю. «Нижний Новгород» №3 (20), 2018
- Стихи 1957—1958 годов. «Знамя», август 2018 (стр. 29—41)
- Венеция в русской поэзии Опыт антологии. 1888–1972, 2019 (стр. 422, 1010,1011)
- Владимир Алейников. Присутствие Шатрова. «Нижний Новгород»  №3 (26), 2019
- Стихи из собрания Алексея Кириллова. «Волга» №1, 2020
- Книга о поэтах и поэзии. Они ушли. Они остались. Том. 3 2021